# بازرس‌کل
بازرس کل (انگلیسی: Inspector general) به یک مسئول دولتی گفته می‌شود که وظیفه بازرسی یک سازمان نظامی یا غیرنظامی را برعهده دارد.
بازرس کل گاهی سازمانی را رهبری می‌کند که وظیفه بررسی اقدامات یک سازمان دولتی، سازمان نظامی یا پیمانکار نظامی را به عنوان حسابرس عمومی عملیات آنها برعهده دارد تا اطمینان حاصل شود که آنها مطابق با سیاست‌های کلی دولت عمل می‌کنند، اثربخشی رویه‌های امنیتی را حسابرسی می‌کند، یا احتمال سوء رفتار، اتلاف، کلاهبرداری، سرقت یا انواع خاصی از فعالیت‌های مجرمانه توسط افراد یا گروه‌های مرتبط با عملیات سازمان را کشف می‌کند، که اغلب شامل سوءاستفاده از بودجه یا اعتبار سازمان است. در ایالات متحده، دفاتر بازرس کل متعددی در سطوح فدرال، ایالتی و محلی وجود دارد؛ دفتر بازرس کل ارتش ایالات متحده یک نمونه نظامی است. چارچوب دفاتر بازرس کل در دولت ایالات متحده با قانون بازرس کل سال ۱۹۷۸ تأسیس شد.